# (19450) Sussman
(19450) Sussman (1998 FF125) – planetoida z pasa głównego asteroid okrążająca Słońce w ciągu 3,7 lat w średniej odległości 2,39 j.a. Odkryta 24 marca 1998 roku.